# Michel-Siméon Delisle
Pour l’article homonyme, voir Delisle.
Michel-Siméon Delisle (27 septembre 1856-11 octobre 1931) fut un marchand et homme politique fédéral et municipal du Québec.

## Biographie
Né à Pointe-aux-Trembles (aujourd'hui Neuville), M. Delisle entama sa carrière politique en servant comme maire de la municipalité de Portneuf à 5 reprises.
Élu député du Parti libéral du Canada dans la circonscription fédérale de Portneuf en 1900, il fut réélu en 1904, 1908, 1911, comme Libéraux de Laurier en 1917, 1921, 1925 et en 1926. Il ne se représenta pas en 1930.